# Békés vármegye turisztikai látnivalóinak listája

Békés vármegye

Ez a lista Békés vármegye ismert turisztikai látnivalóit tartalmazza (műemlékek, természeti értékek, programok).

## Békéscsaba
- Evangélikus nagytemplom
- Békéscsabai városháza
- Szentmiklósi csárda
- Sétálóutca
- Katolikus nagytemplom
- Jézus-szíve templom
- Szlovák Tájház
- Munkácsy Mihály Múzeum
- Szobor sétány
- Árpád Fürdő

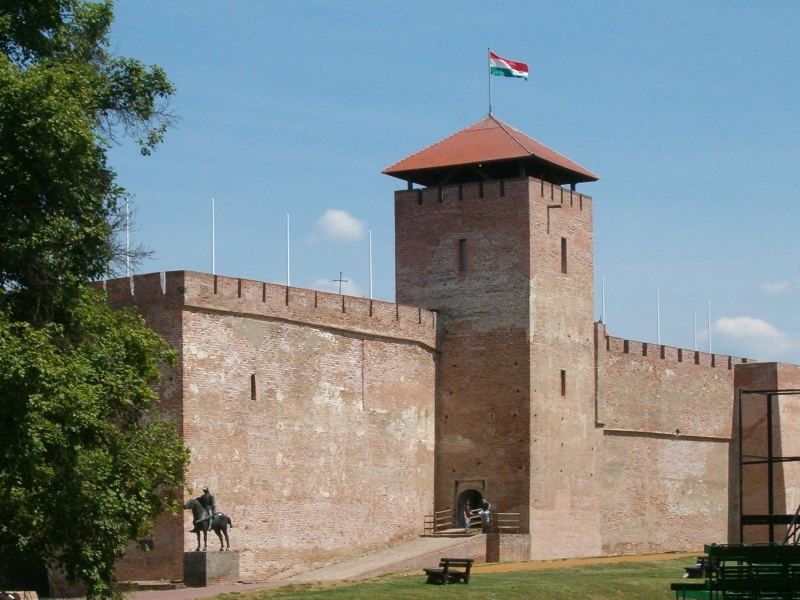
Gyulai vár

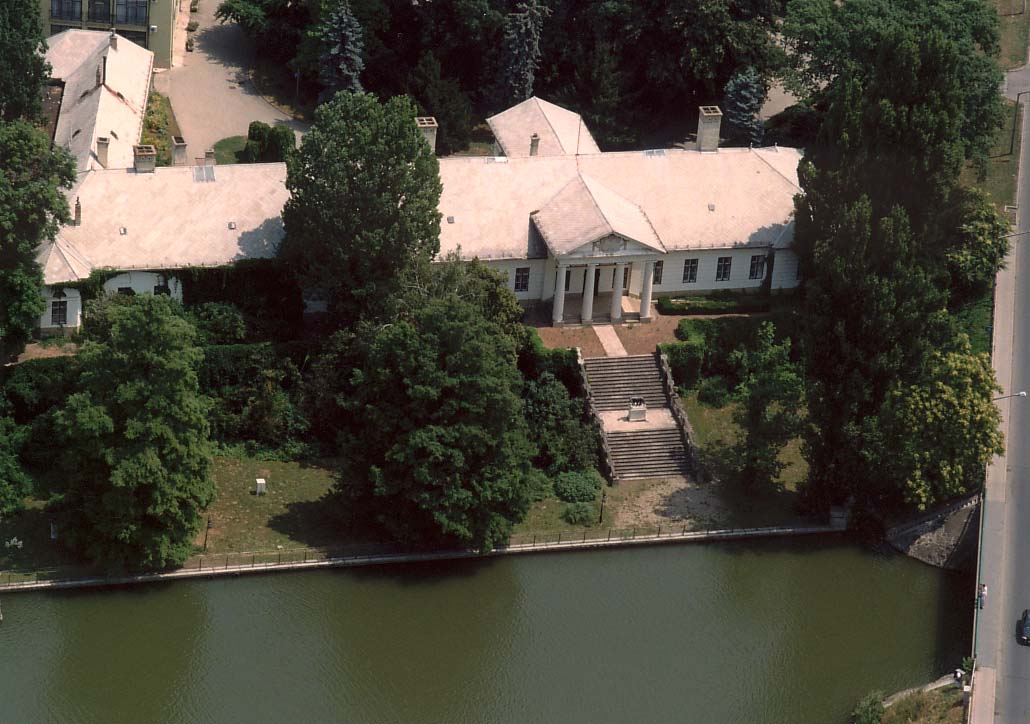
Szarvas, Bolza-kastély

- A békéscsabai vasútállomás történelmi épülete
- Csabai kolbászfesztivál

## Gyula
- Gyulai vár – Almásy-kastély
- Gyulai Várfürdő
- Belvárosi templom
- Vármegyeháza
- Ferences romkert
- Béke sugárút
- Miklósvárosi ortodox templom
- Erkel Ferenc szülőháza
- Városház utcai korzó
- Százéves cukrászda
- Ladics ház

## Gyomaendrőd
- Endrődi Tájház és Helytörténeti Gyűjtemény
- Vidovszky Béla Helytörténeti Gyűjtemény/Városi Képtár
- Kner Nyomdaipari Múzeum
- Papp Zsigmond emlékház
- Kállai Ferenc, a Nemzet Színésze emlékkiállítás
- Gyomai Tájház és Alkotóház
- Honti Műhely Galéria
- Liget Gyógyfürdő és Kemping
- Nemzetközi Volkswagen "BOGÁR" Találkozó

## Szarvas
- Evangélikus Ótemplom
- Történelmi Emlékút
- Szarvasi szárazmalom
- Anna-liget
- Erzsébet-liget
- Szarvasi Arborétum
- Mini Magyarország

## Orosháza
- Evangélikus templom
- Monori csárda
- Rágyánszky Arborétum
- Holecska József-féle bokortanya
- Magyarország egyetlen Kútmúzeuma
- Gyopárosfürdő
- Gellértegyháza-Történelmi Emlékpark
- Darvas József Irodalmi Emlékház
- Nagy Gyula Területi Múzeum

## Mezőhegyes
- Történelmi városközpont

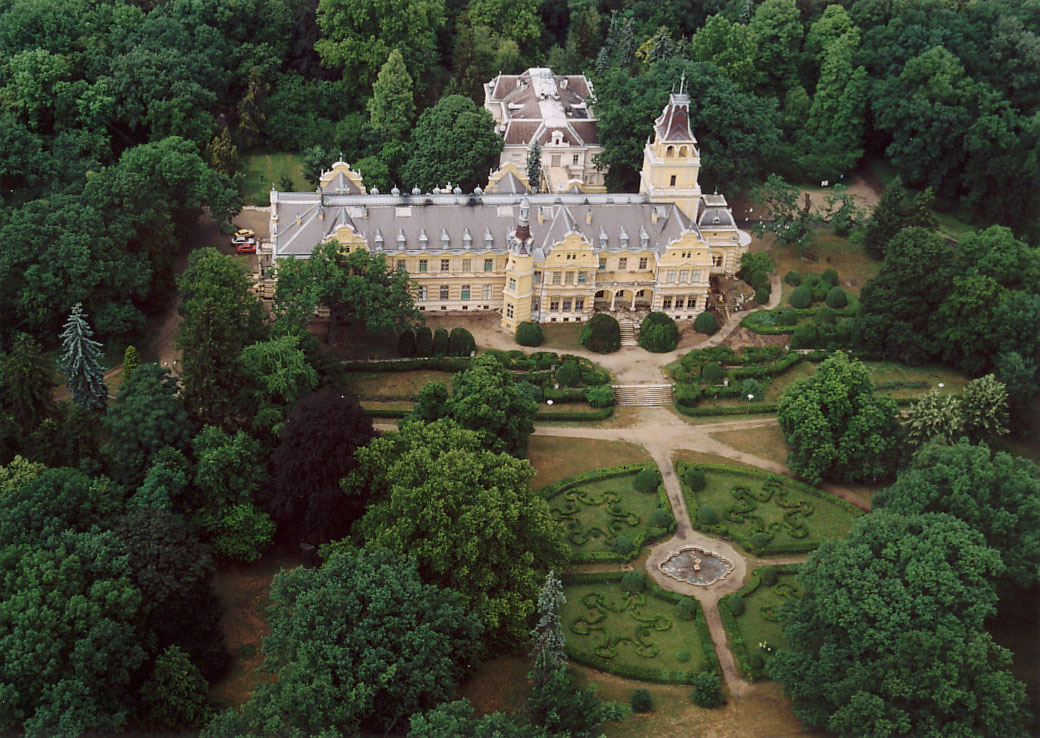
Szabadkígyós, Wenckheim-kastély

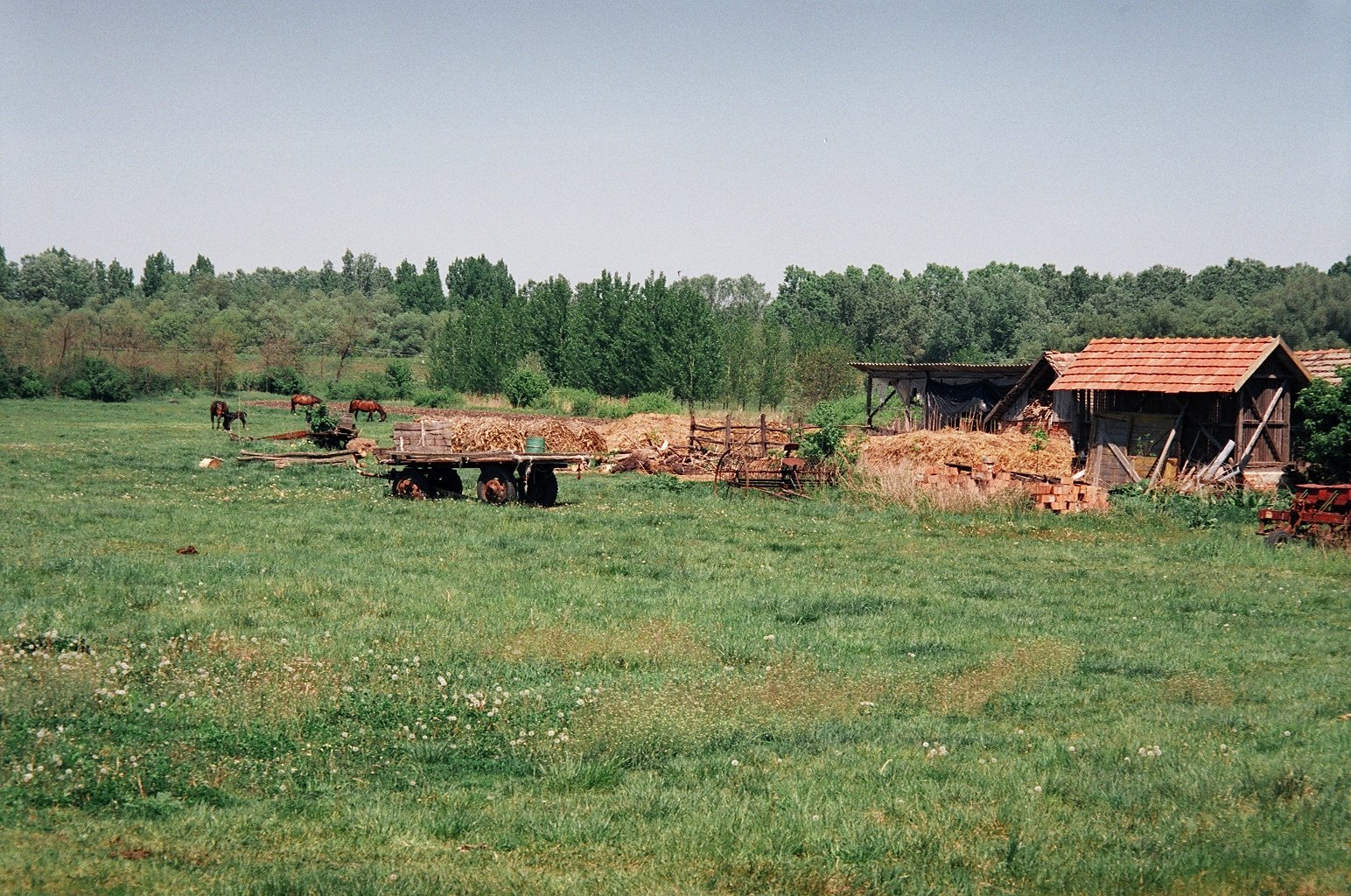
Békés vármegyei tanya

- Mezőhegyesi ménes (bejelentkezés szükséges)
- Fedett lovarda a 200 éves platánfával
- 18-as major: csikóslak

## Más települések
- Biharugra – biharugrai tórendszer
- Dévaványa – Túzokrezervátum
- Geszt – Tisza kastély, kripta
- Kardoskút – Sóstói állattartó telep
- Kaszaper – Vasút történeti kiállítás
- Méhkerék – Uborka fesztivál és kultúrhely
- Nagyszénás
  - Kiss György Csillagda
  - Nagyszénási Parkfürdő
- Pusztaföldvár – tatársánci ősgyep
- Szabadkígyós
  - Kígyósi puszta
  - Wenckheim-kastély
- Szeghalom – Református templom
- Tótkomlós – Nagykopáncs – XII-XIII. századi Árpád-kori templom (részben rekonstruált)
- Újkígyós – Ipolyi Arnold Népfőiskola kiállításai: 
  - Magyarországon egyedülálló állandó moldvai csángó néprajzi kiállítás
  - Bánáti sváb népi vallásosság emlékei kiállítás
  - Helytörténeti kiállítás (magyar, szlovák, román néprajzi emlékek)
- Vésztő-Mágor – Kolostor-romok

## Településen kívüli látnivalók
- Körös–Maros Nemzeti Park
- Gödény-halom, Magyarország legnagyobb kunhalma
- Mágor-puszta